# Christopher Bird
Christopher Bird (* 11. Mai 1928 in Boston, Massachusetts; † 2. Mai 1996 in Blairsville, Georgia) war ein US-amerikanischer Botaniker und Wissenschaftsjournalist.

## Leben
Christopher Bird studierte Botanik in Harvard (Bachelor-Abschluss 1951), Anthropologie in Hawaii (Abschluss Master 1957) sowie Philosophie und Geschichte der russischen, chinesischen, japanischen und ostasiatischen Völker. Er diente in der US-Armee, arbeitete für den Geheimdienst und nebenher als Zeitungs-Rezensent. Im Anschluss wurde er Jugoslawien-Korrespondent für das amerikanische Nachrichtenmagazin Time und arbeitete danach bis zu seinem Lebensende als selbständiger Forscher, Schriftsteller und Wissenschaftsjournalist.
In den 1950er Jahren arbeitete Bird für die CIA und schrieb ein Buch mit dem Titel The Divining Hand: The Art of Searching for Water, Oil, Minerals, and Other Natural Resources or Anything Lost, Missing or Badly Needed.
1973 veröffentlichte Bird mit Peter Tompkins den späteren Bestseller Das geheime Leben der Pflanzen. Darin dokumentieren die Autoren ihre Experimente zur Pflanzenneurobiologie und Untersuchungen der Reaktionen von Pflanzen auf menschliche Fürsorge und Pflege, sowie Experimente zu Pflanzenreizen mit Hilfe eines Lügendetektors, einer Methode, die von Cleve Backster entwickelt wurde. Auf der Grundlage dieser Erkenntnisse wurden Philosophien und fortschrittliche landwirtschaftliche Methoden diskutiert. Das Buch löste Kontroversen aus und wurde von Botanikern und Physiologen als pseudowissenschaftlich kritisiert. Da es auch paranormale Erscheinungen behandelte und Pflanzen Emotionen zugeschrieben wurden, versah das Werk aus Sicht der Pflanzenneurobiologie die wissenschaftliche Erforschung pflanzlicher Sinnesleistungen mit dem für diese kontraproduktiven „Stigma des Esoterischen“.
Bird war mehrere Jahre Vizepräsident der Planetary Association for Clean Energy (PACE). Er verstarb im Alter von 68 Jahren in seinem Wohnort Blairsville.

## Dokumentarfilm
Das 1973 zusammen mit Peter Tompkins veröffentlichte Buch Das geheime Leben der Pflanzen (Secret Life of Plants) bildete die Vorlage für den gleichnamigen, ursprünglich von Paramount Pictures vertriebenen Dokumentarfilm von 1979, unter der Regie von Walon Green,  und einem Soundtrack von Stevie Wonder, der später als Album mit dem Titel Stevie Wonder's Journey Through „The Secret Life of Plants“ veröffentlicht wurde. Der Film wurde im Zeitraffer aufgenommen und zeigt Pflanzen, die in wenigen Sekunden wachsen, Kriechpflanzen, die nach anderen Pflanzen greifen und an ihnen zerren, Pilze und Blüten, die sich öffnen.

## Werke
- Das geheime Leben der Pflanzen (Secret Life of Plants) (mit Peter Tompkins, 1973, dt. 1977), ISBN 3596219779
- Nikola Tesla: Great Scientist, Forgotten Genius (mit Oliver Nichelson, 1977)
- Die weissagende Hand oder das Mysterium Wünschelrute (The Divining Hand) (1979, dt. 1987), ISBN 3891640188
- Die Geheimnisse der guten Erde (Secrets of the Soil) (mit Peter Tompkins, 1989, dt. 1991), ISBN 3930243105
- The Trial and Persecution of Gaston Naessens (originally as: The Galileo of the Microscope, 1991) (Online-Version (Memento vom 29. Januar 2012 im Internet Archive))
- Modern Vegetable Gardening (1993), ISBN 1558212566